# Constitutio Criminalis Theresiana

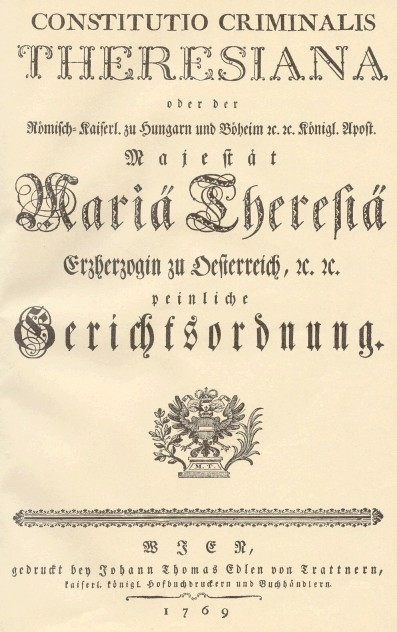
Pagina de titlu a Constitutio Criminalis Theresiana în limba germană pentru Austria

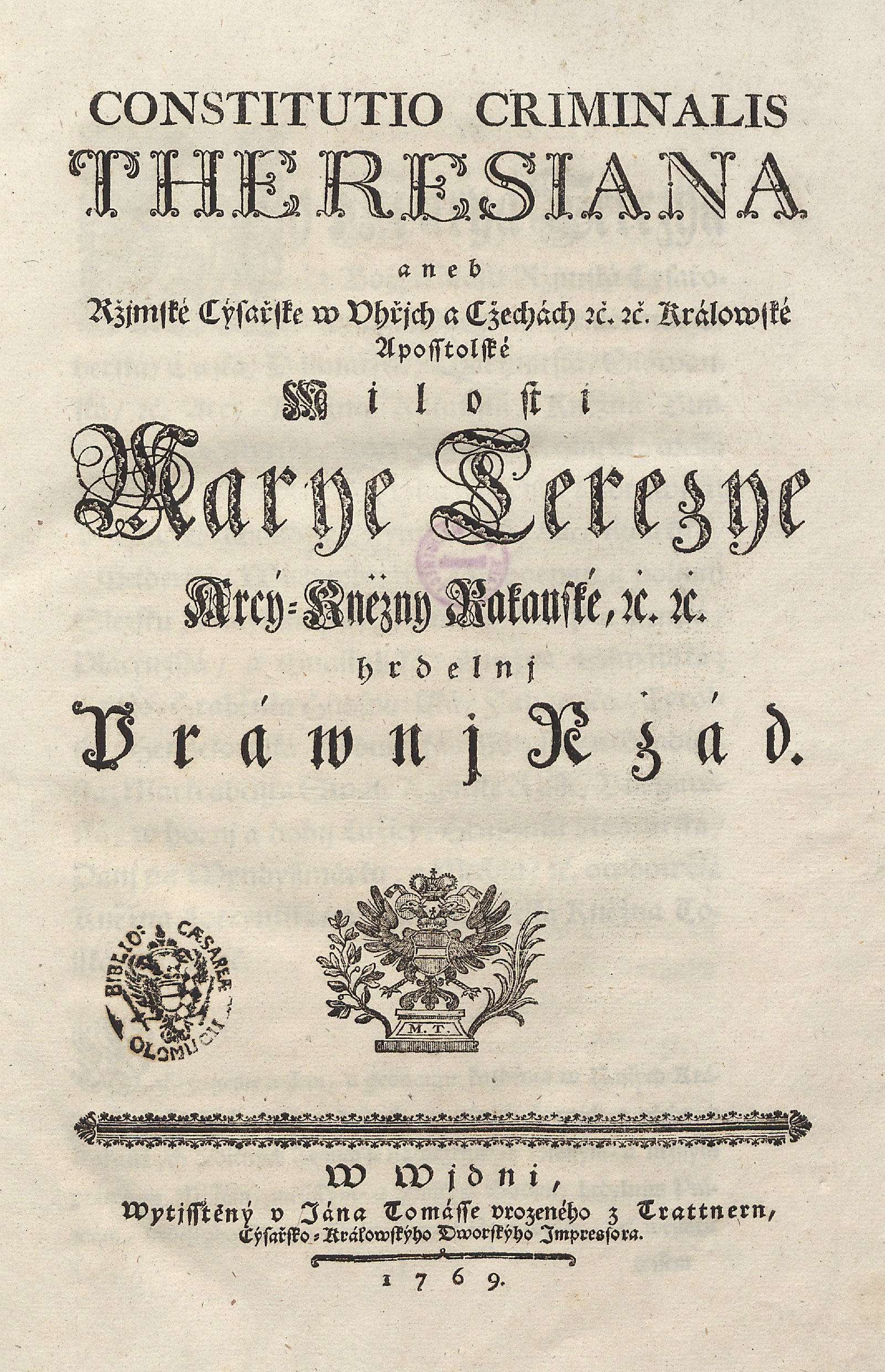
Pagina de titlu a Constitutio Criminalis Theresiana în limba cehă pentru Boemia

Constitutio Criminalis Theresiana (cunoscută și ca Nemesis Theresiana sau numai Theresiana) a fost un cod penal elaborat în Austria în timpul domniei Mariei Terezia, arhiducesă a Austriei, regină a Boemiei, regină a Ungariei. Cartea asigura aplicarea în mod unitar a Dreptului penal și Dreptului penal procesual în Austria și Boemia, dar nu se aplica și în Ungaria.
Acest cod penal a fost elaborat la Viena în 1768 și a intrat în vigoare la 31 decembrie a aceluiași an, în ciuda faptului că fusese respins atât de Consiliul de Stat cât și de Cancelaria Statului, din cauza vetusteții sale. Deși a fost contestat, Constitutio Criminalis Theresiana a rămas în vigoare până în anul 1787 când, sub Iosif al II-lea al Sfântului Imperiu Roman, a intrat în vigoare Codul Iosefin, care a interzis complet tortura. Acesta s-a aplicat până în 1812.
În afară de intenția Mariei Terezia de unificare a dreptului penal în întreaga Austrie, Constitutio Criminalis Theresiana a avut ca scop și reducerea torturii, care se aplica în mod curent în acea vreme, și de a reglementa strict metodele de tortură.
Cartea are două „Anexe” în care sunt inserate ilustrații cu detaliile tehnice și planurile de construire a instrumentelor de tortură. De asemenea, sunt descrise cu meticulozitate metodele corecte de aplicare a „torturilor legale”. 
În porțiunea de texte a cărții erau enumerate pedepsele și modul exact de aplicare a acestora. Erau descrise metodele de aplicare a pedepsei cu moartea prin ardere pe rug, decapitare cu spada sau prin spânzurare, precum și pedepsele corporale prin biciuire, agățare în cârlige sau mutilare.
Pentru femei, legea prevedea, ca un supliment de pedeapsă înaintea execuției, posibilitatea de a li se smulge sânii.

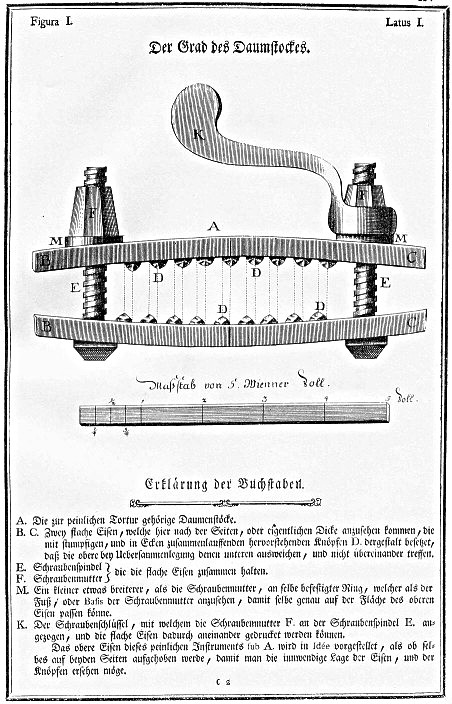
Menghină pentru policari
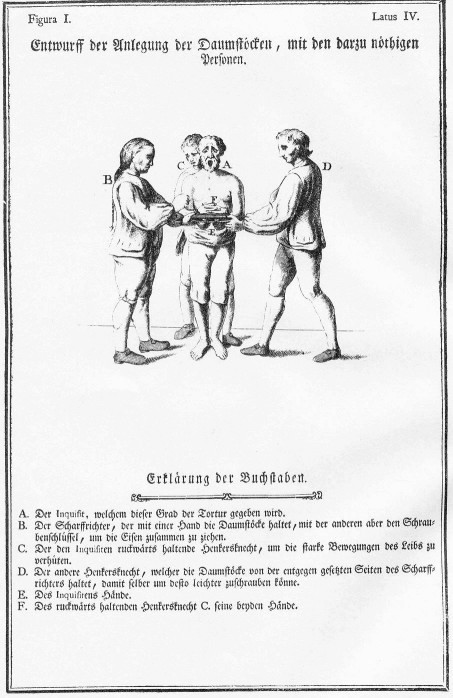
Modul de utilizare a menghinei pentru policari
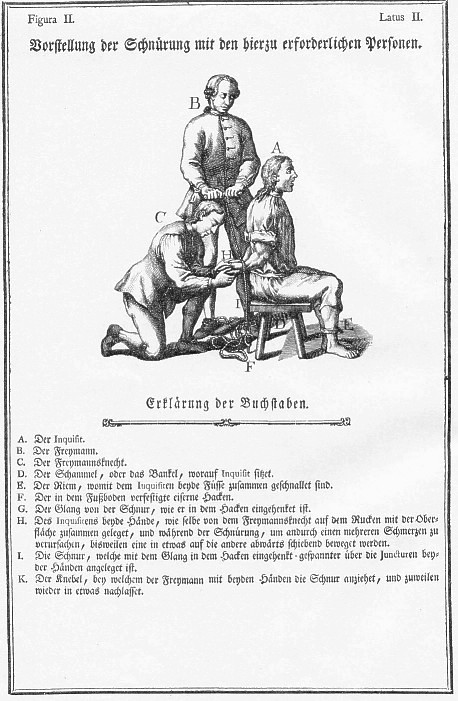
Legare
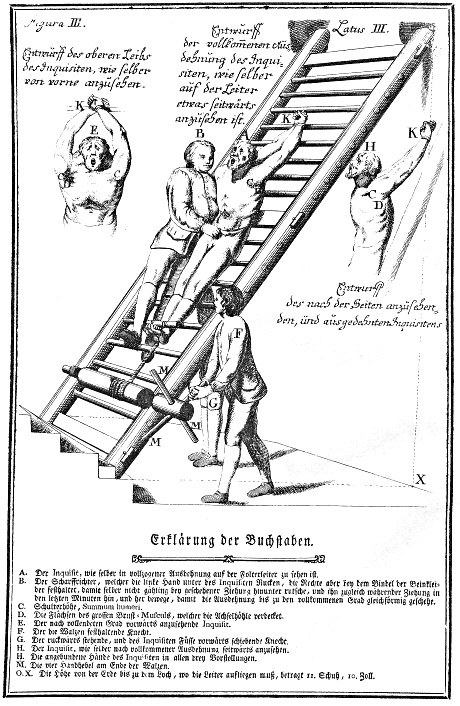
Întinderea pe scară

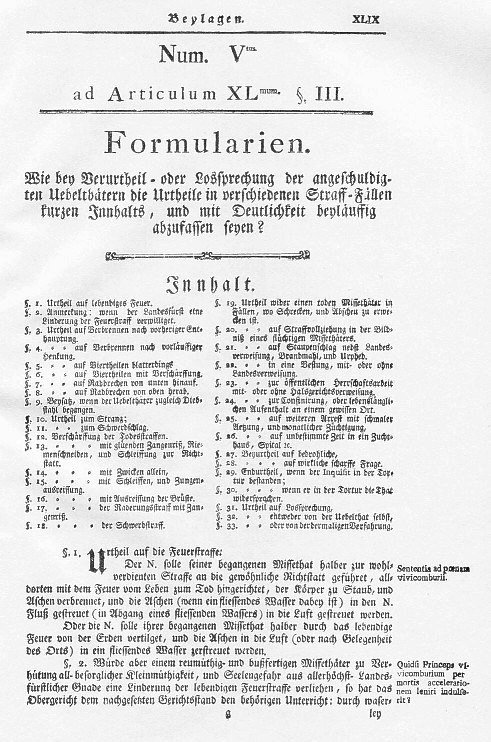
Filă de text
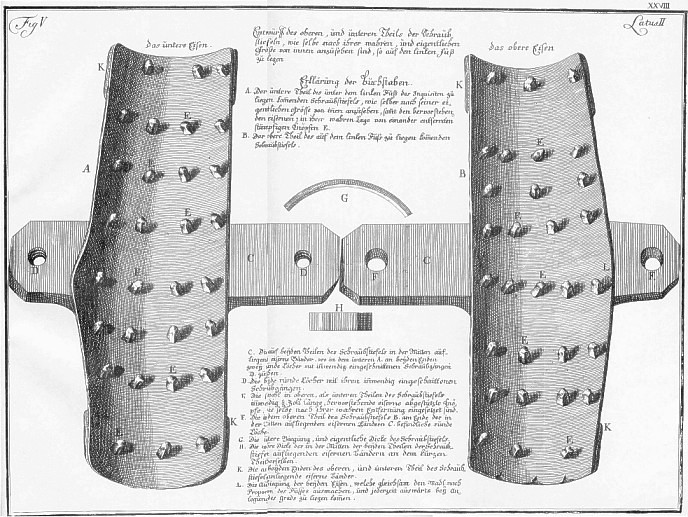
Imagine cu menghină pentru picioare prevăzută cu țepușe spre interior
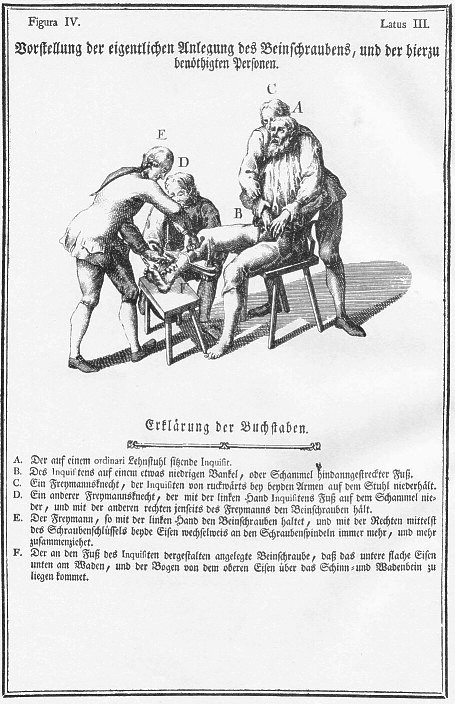
Modul de aplicare a menghinei pentru picioare
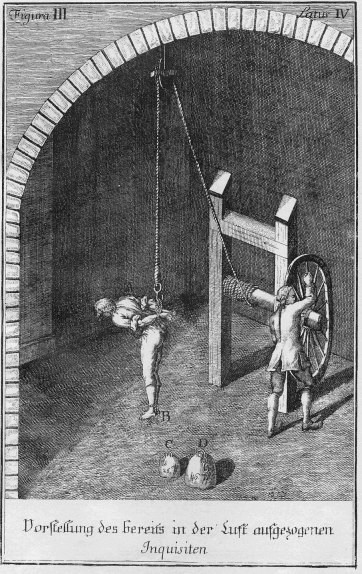
Torturare prin întindere cu vinciul